# Ylli Pango
Ylli Pango (ur. 26 marca 1952 w Tiranie) – albański polityk i psycholog.

## Życiorys
Ukończył studia matematyczne na Uniwersytecie Tirańskim. Studia podyplomowe z zakresu psychologii kontynuował w Tiranie, Bari i w Montpelier. Uzyskał także doktorat z psychologii. Przez siedem lat (1999-2005) był dziekanem Wydziału Nauk Społecznych na Uniwersytecie Tirańskim. Jest autorem 11 książek i kilkudziesięciu artykułów naukowych.
Jako dziennikarz zadebiutował w 1979 pisząc artykuły dla satyrycznego tygodnika Hosteni. W latach 1991–1992 pisywał do czasopisma Rilindja Demokratike.
W 1991 zaangażował się w działalność opozycji demokratycznej. Rok później objął stanowisko wiceministra edukacji, w rządzie kierowanym przez Aleksandra Meksiego. W tym samym czasie kierował albańskim Radiokomitetem. Odszedł ze stanowiska w 1994. W wyborach parlamentarnych 2005 zdobył mandat deputowanego, startując z listy Demokratycznej Partii Albanii, w okręgu 38 (Tirana). Uzyskał 8418 głosów. Był także członkiem Rady Narodowej Demokratycznej Partii Albanii.
Po zdymisjonowaniu Bujara Leskaja, w marcu 2007 stanął na czele ministerstwa turystyki, kultury, sportu i młodzieży, w rządzie kierowanym przez Salego Berishę. W 2007 zasłynął wysłaniem listu do władz UEFA, w którym oskarżył przewodniczącego Albańskiego Związku Piłki Nożnej Armando Dukę o sprzedanie dwóch meczów eliminacyjnych do Euro 2008. W marcu 2008 Pango próbował narzucić nowy statut, aby podległy mu resort mógł kontrolować władze związku. W odpowiedzi UEFA zawiesiła Albański Związek Piłki Nożnej. Po wycofaniu się ministra z podjętych decyzji, także UEFA w kwietniu 2008 odwiesiła związek, a piłkarze albańscy ponownie mogli rozgrywać mecze międzynarodowe.
Z funkcji ministra Pango został zdymisjonowany w trybie nagłym 4 marca 2009. Powodem dymisji było ujawnienie w programie Fiks Fare, emitowanym przez stację telewizyjną Top Channel nagrania dwóch rozmów, w czasie których Y. Pango proponował młodej kobiecie etat w podległym mu ministerstwie w zamian za usługi seksualne. Sam główny bohater uznał zaprezentowane nagranie za zmontowane. Była to pierwsza w dziejach Albanii seksafera dotycząca polityka na tak wysokim szczeblu. Po dymisji zajął się pisaniem felietonów do prasy o tematyce politycznej. Od 2010 pełni funkcję dyrektora generalnego Agencji Badań Naukowych, Innowacji i Rozwoju.

## Publikacje książkowe
- 1985: Metodat statistikore në studimet psikologjike (wspólnie z Luanem Hajdaragą)
- 1990: Të fshehtat e kujtesës
- 1996: Amerika : histori bashkëkohore
- 1997: Psikologjia sociale
- 2003: Krim : ese dhe artikuj mbi kriminalitetin
- 2004: Psikoterapi e njohjes dhe e sjelljes
- 2009: Skandal, ese mbi moralin shqiptar
- 2010: VIP [i censuruar]
- 2014: Zogu i Zi
- 2018: Psikologjia shqiptare : hulumtim në laboratorin tonë social-psikologjik
- 2022: Me kë flet o njeri: ndjesi, pasazhe, iluzione